# Ulrich Zell
Pour les articles homonymes, voir Zell.

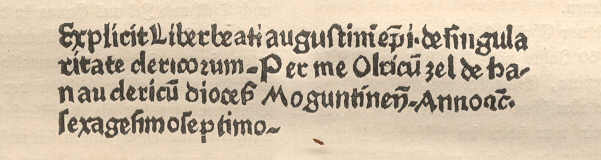
Colophon du De vita christiana de saint Augustin, imprimé par Ulrich Zell à Cologne en 1467 (Fac-similé de 1840)

Ulrich Zell, né au XVe siècle à une date inconnue à Hanau et mort peu après le 31 août 1507,  est un imprimeur allemand.

## Biographie
On ne connaît pas sa date de naissance. Il a suivi des études à l’université d’Erfurt : il apparaît en 1453 dans le registre matricule sous le nom de « Ulrich de Hanauw ». 
Il apprend vraisemblablement la technique de la typographie à Mayence dans l’atelier de Peter Schoeffer et Johann Fust, et doit sans doute quitter la ville comme beaucoup d’autres imprimeurs, après le sac de la ville, dans la nuit du 28 octobre 1462, par les troupes de l’archevêque Adolphe de Nassau. Il s’installe à Cologne, où le marché universitaire semble prometteur, sans doute dès 1463, même si le premier livre imprimé portant son nom date de 1466 : Super psalmo quinquagesimo liber primus, de Jean Chrysostome. La présence de Zell à Cologne est signalée pour la première fois le 17 juin 1464 dans le registre matricule de l’Université ; et on lui attribue une édition sans date du De Officiis de Cicéron datée de 1465.
Il est le premier imprimeur à faire fonctionner une presse à Cologne.
Dans son édition de Jean Chrysostome de 1466, ainsi que dans celle du De Vita Christiana de saint Augustin en 1467, il se désigne comme « clericus diocesis Moguntinensis» (ayant reçu les ordres mineurs). Zell épouse en 1471 Katharina Spengenberg, d’une famille patricienne de Cologne, dont il aura un fils, Johann. La même année, il achète deux importantes propriétés, la maison « Birkelyn », puis la maison « Lyskirchen »  près de Sankt Maria in Lyskirchen, où il installe son imprimerie : le nom apparaît au colophon de plusieurs livres (« apud Lyskirchen »). En 1478, il est cité dans un acte de la ville de Cologne comme « unse burger », ce qui indique qu’il a été reçu comme bourgeois de la ville, et « civis Coloniensis » apparaît dans ses colophons. Les archives de Cologne indiquent l’achat de plusieurs maisons et domaines, ainsi que de rentes en argent, et révèlent un homme prospère, qui remplit l’office de « Kirchenmeister » à Sankt Maria in Lyskirchen, même s'il connaît aussi en 1485 des difficultés financières qui l'obligent à emprunter des sommes d'argent et à vendre des terrains pour pouvoir acheter du papier.
Depuis les années 1470 et surtout 1480, il n’est plus le seul imprimeur de Cologne, mais doit faire face à la concurrence d’autres imprimeurs, en particulier Johann Guldenschaft, Arnold Therhoernen, Johann Schilling, Johann Koelhoff l’aîné, né à Lubeck qui s'installe en 1472 à Cologne et son fils Johann Keolhoff le jeune, Nicolas Goetz, ainsi que Johann Helman qui fonde en 1479 avec Henri Quentel une association semblable à celle qu'avait créé Jenson à Venise, pour l'exportation et la diffusion des livres.

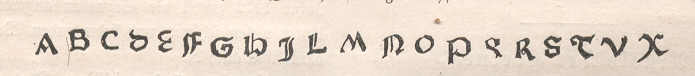
Caractères employés par Ulrich Zell (Fac-similé de 1840)

 On attribue environ 140 impressions à Ulrich Zell jusqu’en 1502 : neuf seulement portent son nom au colophon ; on identifie les autres grâce aux caractères employés ; et il en a sans doute imprimé davantage. Il s’est surtout spécialisé dans l’impression de livres théologiques au format in-folio et in-quarto destinés à un public universitaire ; il publie aussi des textes classiques latin (Cicéron, Virgile, Térence) et quelques humanistes (Pétrarque, Boccace). 
L’essentiel de la production de Zell est en latin. Cependant, à partir de 1486, il publie quelques titres en allemand, plus courts et de plus petit format que ses éditions en latin, qui réclament donc moins de frais investissement en papier et en caractères.
Le dernier livre imprimé daté d’Ulrich Zell est de 1502.
En 1499, le rédacteur anonyme de la Chronique de Cologne en allemand, dans le passage consacré à l’imprimerie (« Van der boychdruckerkunst ») dont il attribue l’invention à Gutenberg, dit que « les débuts et les progrès de cet art m’ont été racontés de vive voix par l’honorable homme et maître Ulrich Zell de Hanau, encore imprimeur de livres à Cologne à notre époque 1499, par lequel cet art est venu à Cologne. ».